# 埃爾德河

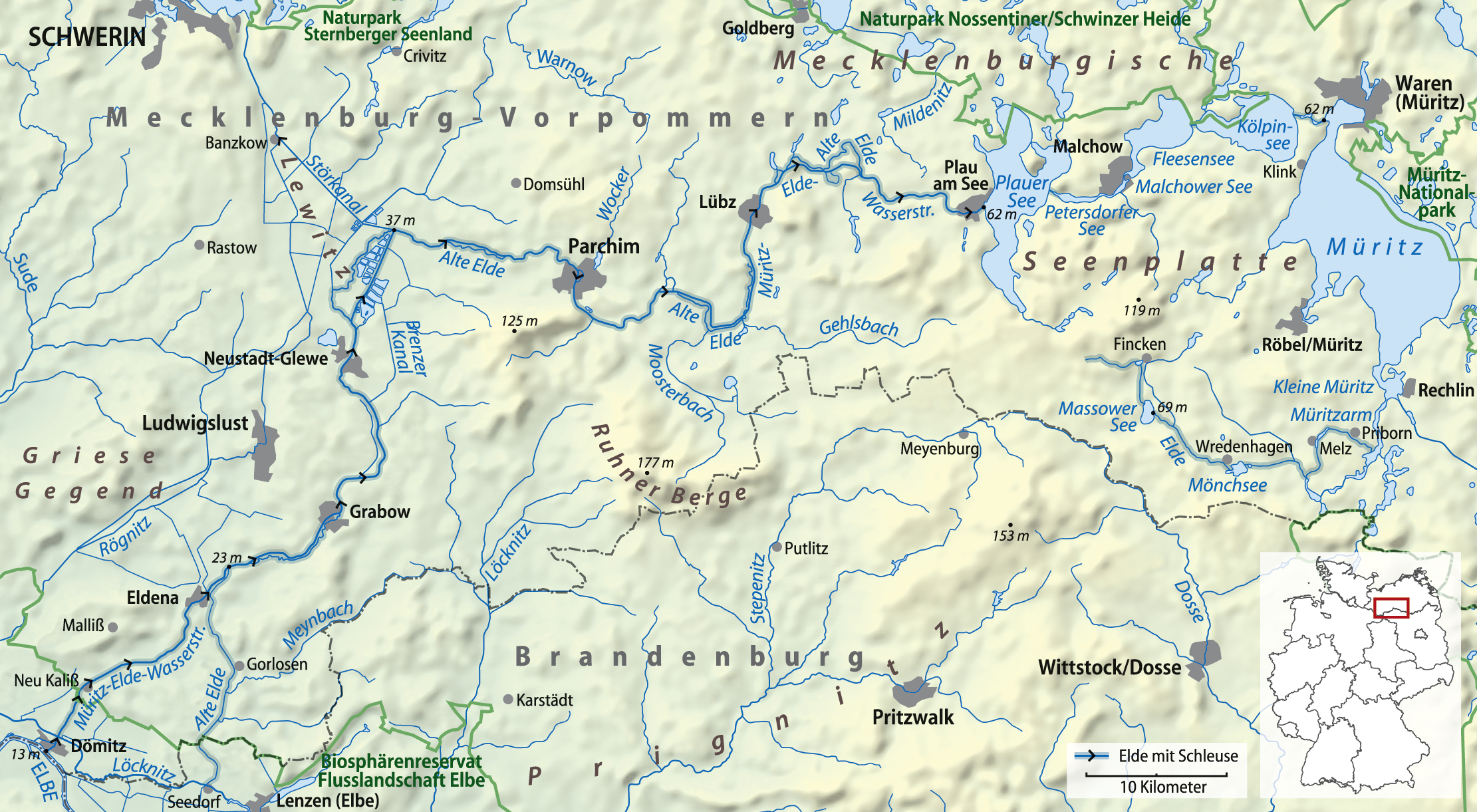

埃爾德河（德語：Elde，發音：[ˈɛldə] ⓘ）是德國的河流，位於該國北部，屬於勒克尼茨河的右支流，河道全長220公里，流域面積2,990平方公里，發源自阿爾滕霍夫附近，河畔城鎮有馬爾肖、濱湖普勞、呂布茨、帕爾希姆、诺伊施塔特-格莱沃和格拉博，平均流量每秒11立方米。
53°6′38″N 11°25′11″E / 53.11056°N 11.41972°E